# Muzeum (métro de Prague)
Muzeum (en tchèque : Muzeum, est une station de correspondance entre la ligne A et la ligne C du métro de Prague. Elle est située à l'extrémité supérieure de la Place Venceslas, dans le quartier de Nové Město, 1er district de Prague en Tchéquie. Elle est située  à proximité du Musée national de Prague qui lui donne son nom.

## Situation sur le réseau

Plan du métro (2015).

Établie en souterrain, Muzeum, est  une station de correspondance entre la ligne A et la ligne C, elle dispose d'une sous-station sur chaque lignes : 
Muzeum A, située à 34 m de profondeur, est une station de passage de la ligne A, établie entre la station Hlavní nádraží, en direction du terminus nord-est Letňany, et la station Náměstí Míru, en direction du terminus est Depo Hostivař, elle dispose d'un quai central encadré par les deux voies de la ligne ;
Muzeum C, située à 10 m de profondeur, est une station de passage de la ligne C, établie entre la station Národní třída, en direction du terminus ouest Zličín, et la station I. P. Pavlova, en direction du terminus sud-est Háje, elle dispose d'un quai central encadré par les deux voies de la ligne.

## Histoire
La station Muzeum est mise en service le 9 mai 1974, lors de l'ouverture à l'exploitation de la première section de la ligne C, de Florenc à Kačerov. Conçue par PÚDIS Praha, elle est établie à −10 m, longue de 194 m.
Elle devient une station de correspondance lors de la mise en service de la station Muzeum A le 12 août 1978, lors de l'ouverture à l'exploitation de la première section de la ligne A, entre Náměstí Míru et Dejvická. Conçue par le DP-Metroprojekt Prague, elle est établie à −34 m, longue de 108 m et son quai central est large de 20,5 m.
En 2002, la station est remise en état après les dégâts dus à une inondation.

## Services aux voyageurs

### Accès et accueil
Plusieurs bouches de surface permettent de rejoindre l'unique hall d'accès souterrain qui permet ensuite d'accéder aux stations A ou C qui disposent également d'un cheminement souterrain directe pour les correspondances. Les quais A et C sont également accessibles directement par les personnes en situation de handicap, par des ascenseurs.

Installations
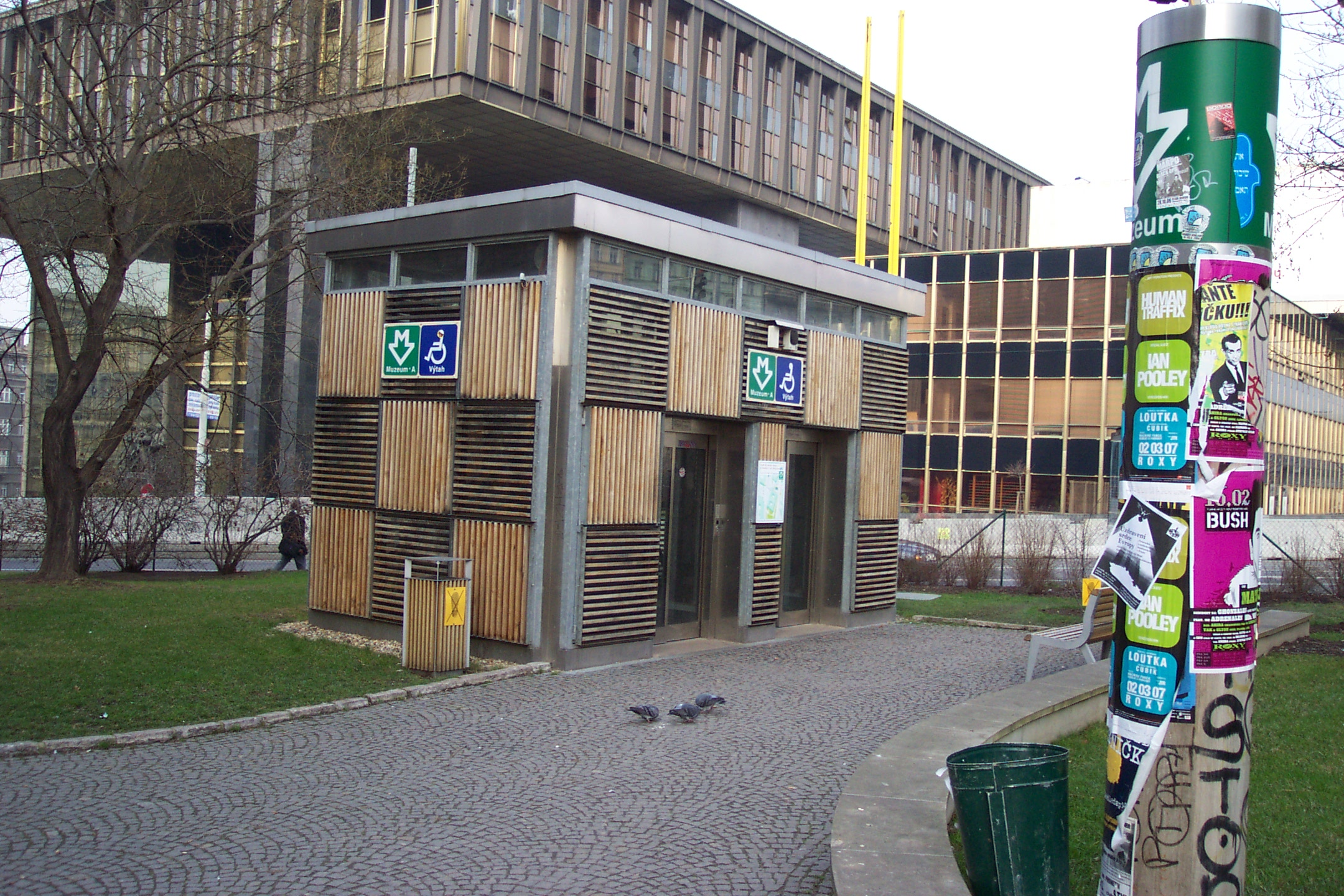
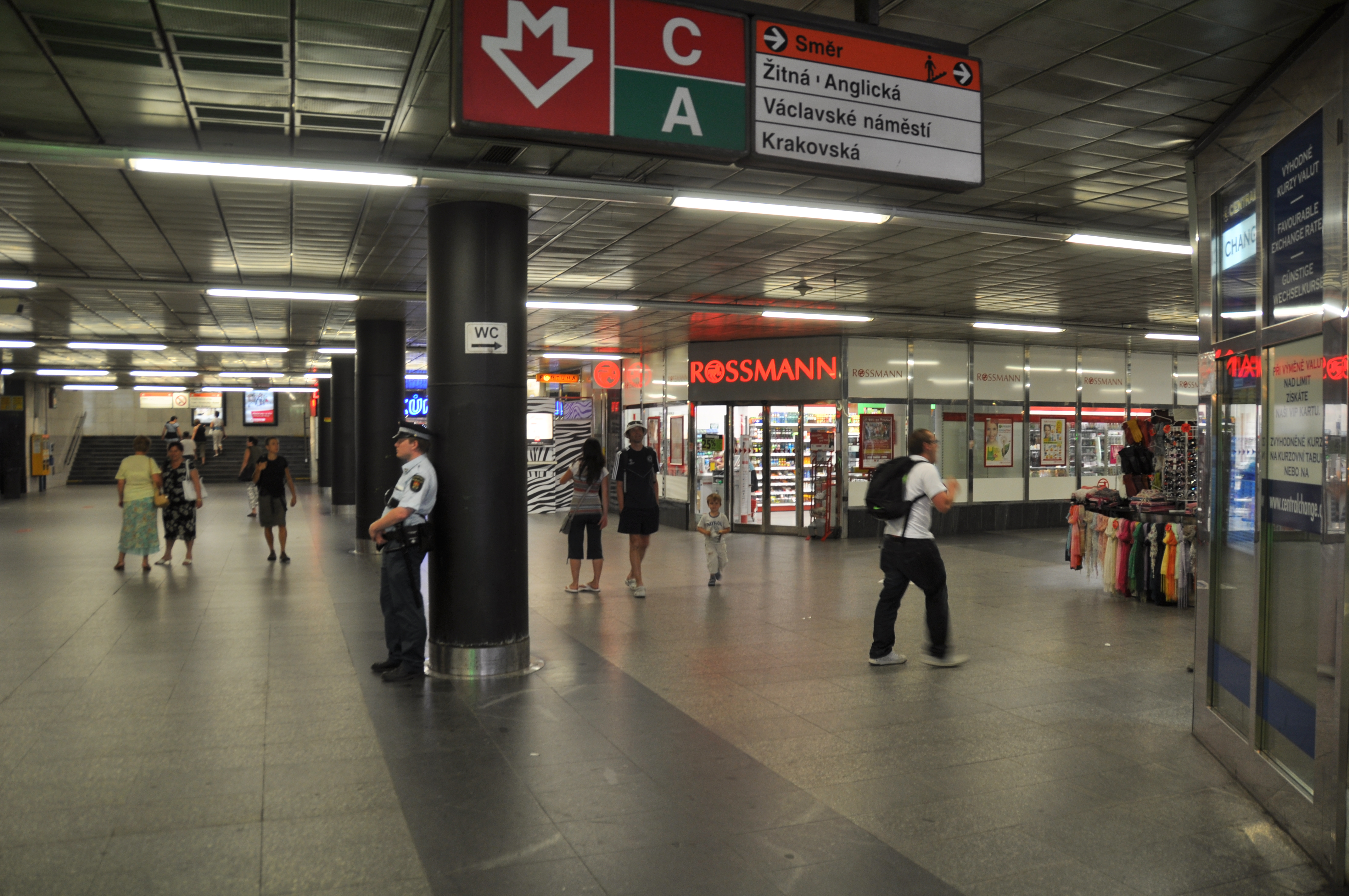

### Desserte

#### Muzeum ligne A
Muzeum A est desservie par les rames qui circulent sur la ligne A du métro de Prague.

Installations
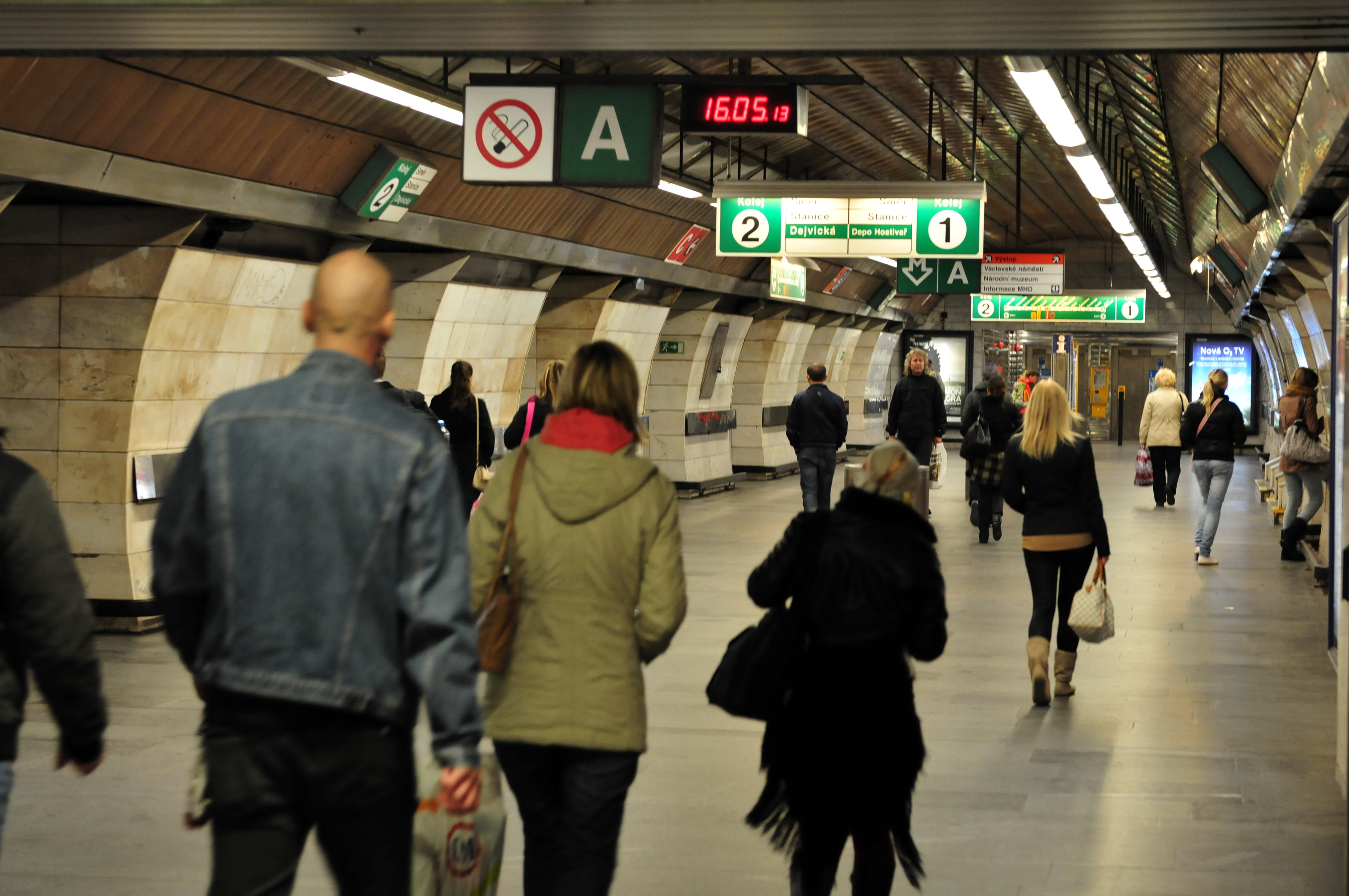
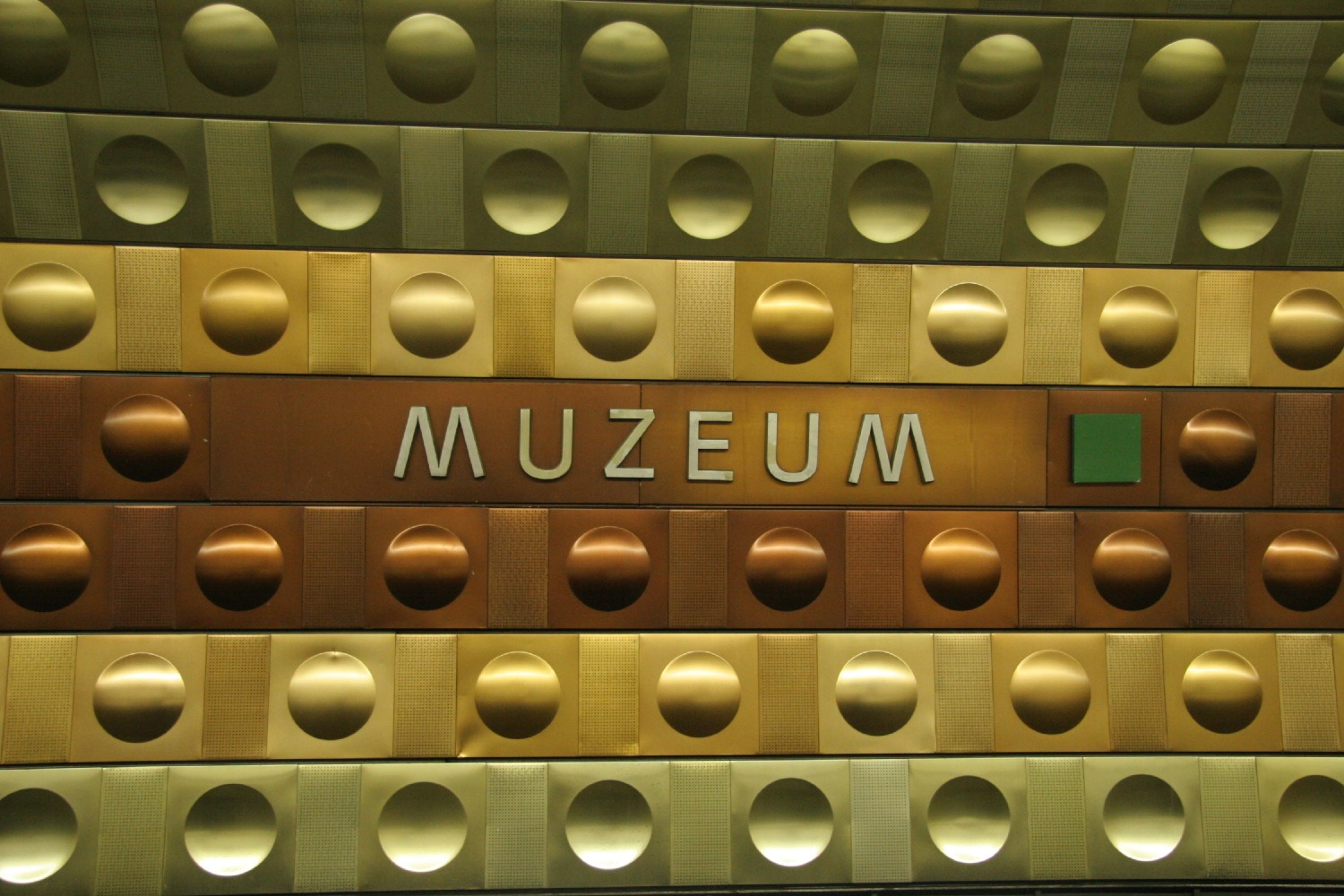
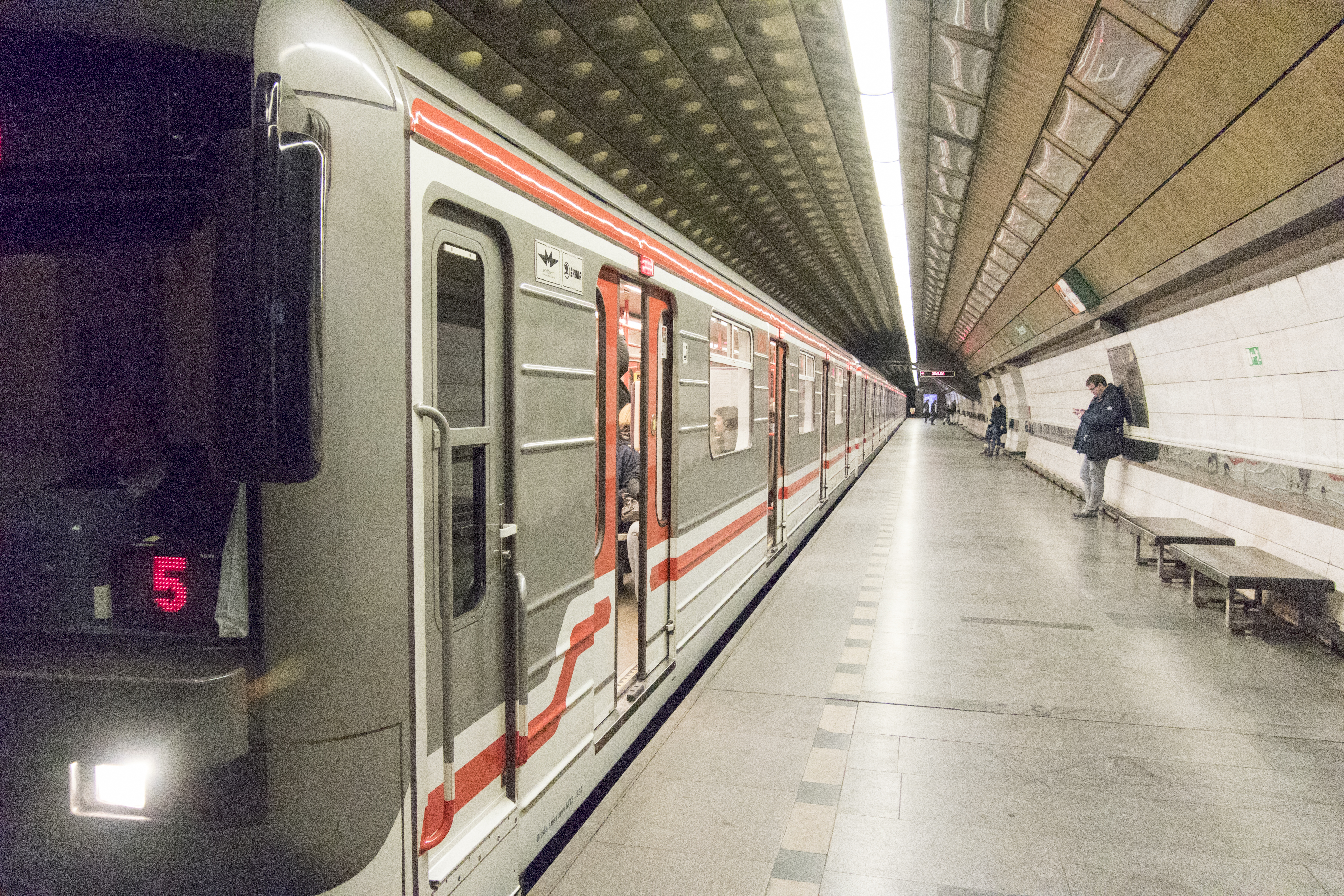

#### Muzeum ligne C
Muzeum C est desservie par les rames qui circulent sur la ligne C du métro de Prague.

Installations
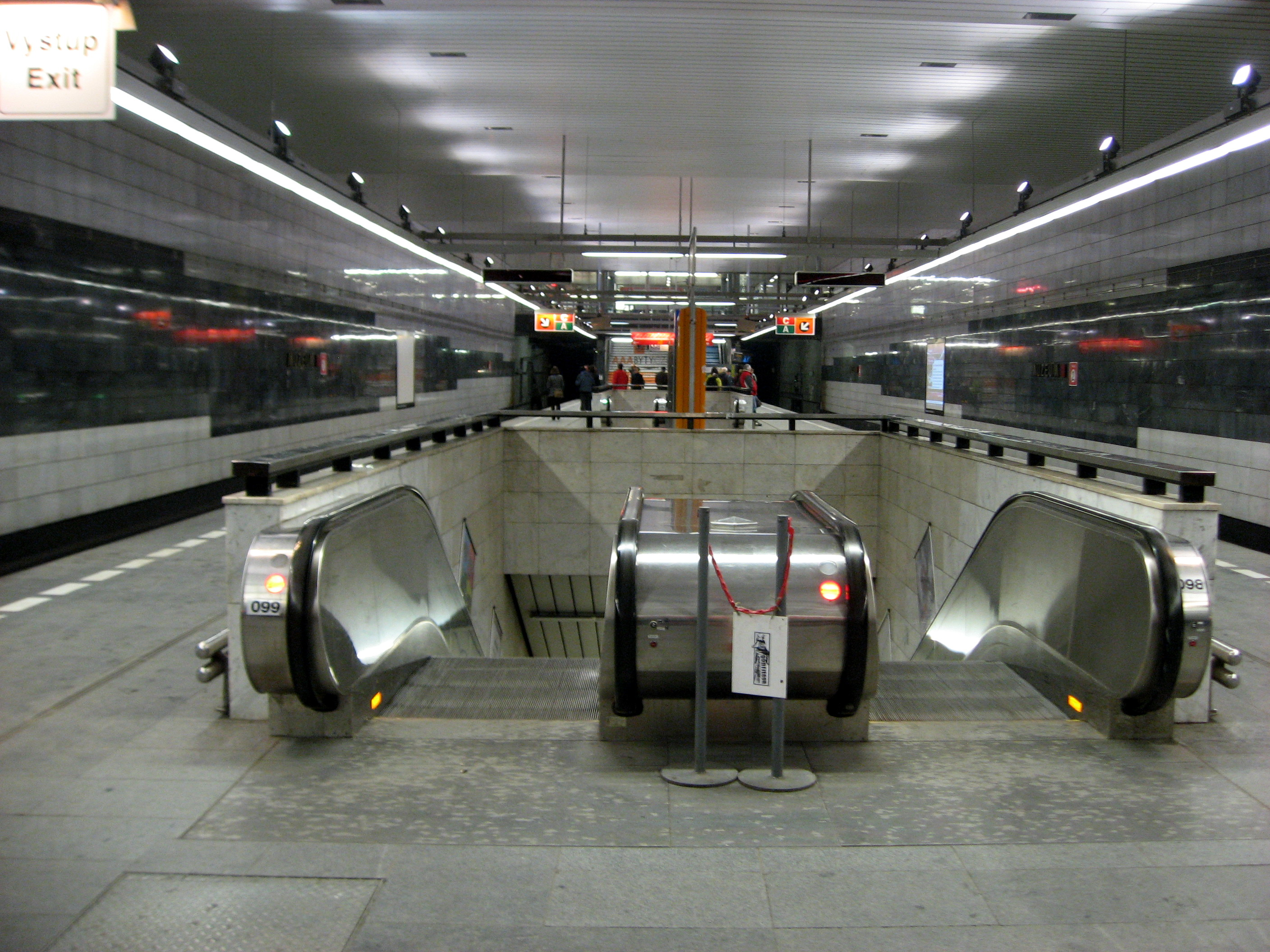
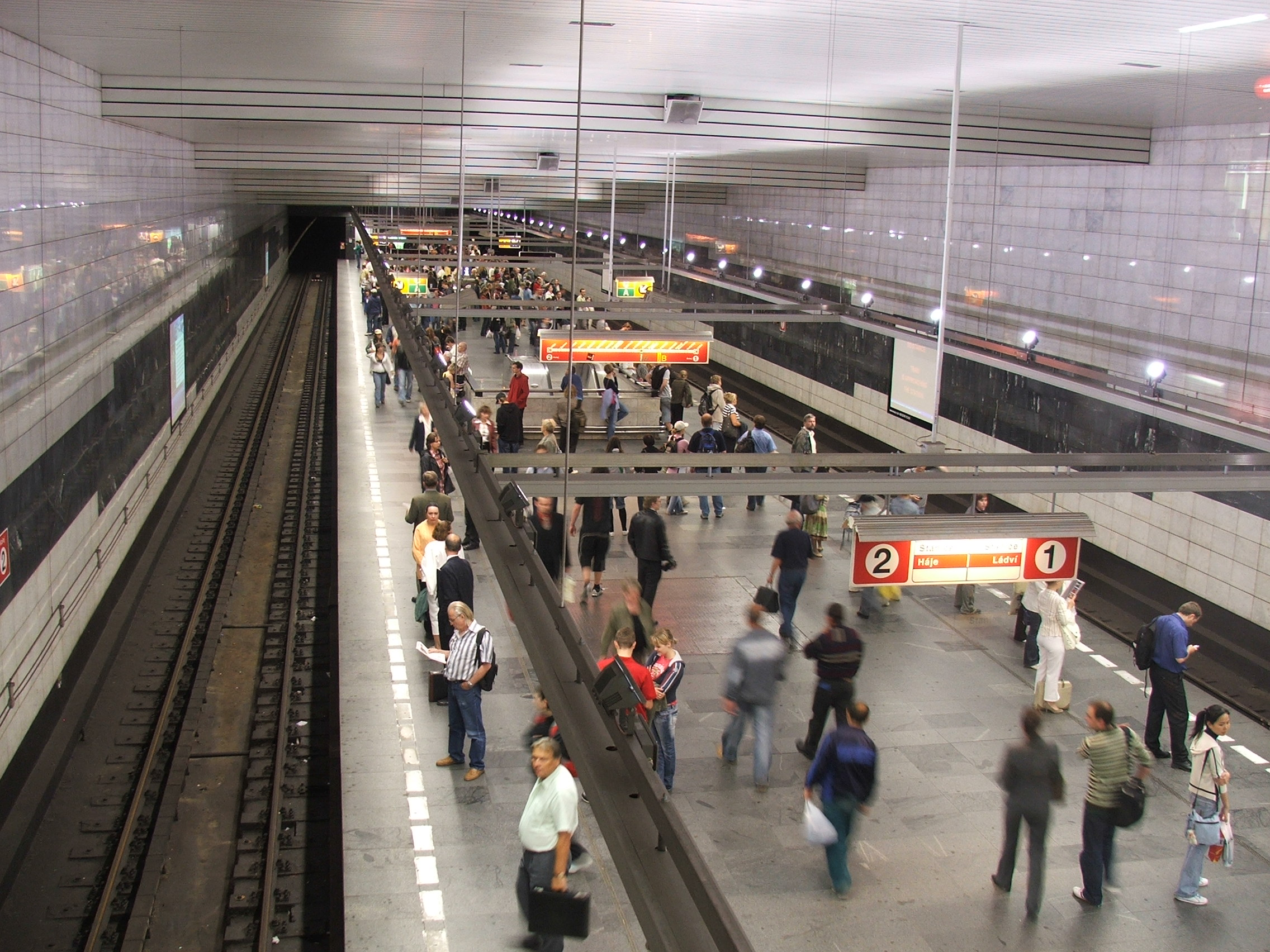
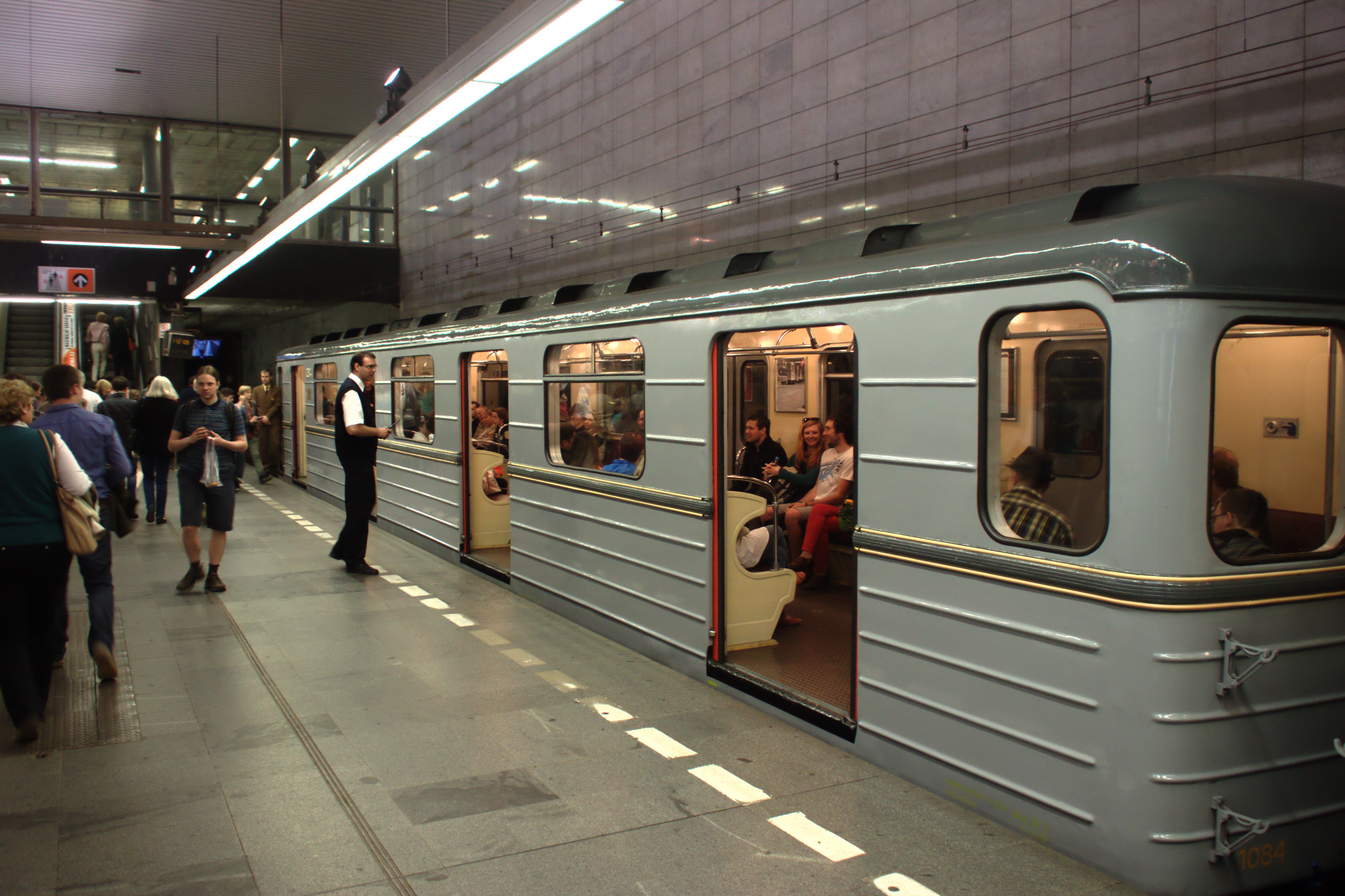

### Intermodalité
À proximité, la station Muzeum du Tramway de Prague est desservie par les lignes 11, 13, 14, 18 et 96. Des arrêts de bus sont desservis par les lignes 905, 907, 908 et 911

## À proximité
- Musée national de Prague